# Wetzrille
Eine Wetzrille, auch Wetzmarke, Schleifrille oder Teufelskralle, (englisch grooved marking; französisch polissoir; schwedisch Slipskåror der Sliprännor) ist eine durch menschliche Aktivität entstandene Einkerbung in Steinen.

## Vorkommen
Man findet die Einkerbungen an erratischen Blöcken und Menhiren, Felswänden und kleineren Steinen, später auch an profanen und sakralen Gebäuden (ägyptischen Tempeln). Auch mittelalterliche Gebäude, Steinkreuze und Wegsteine weisen derartige Spuren auf. Über 3600 Wetzrillen wurden auf Gotland gefunden. Es handelt sich um einzelne oder parallel verlaufende Rillen, die in drei Formen auftreten:
- Kahn
- Löffel
- Schnitt

Daneben gibt es auch runde und schalenartige, näpfchenförmige und konkave Einkerbungen. Steine ausschließlich mit Näpfchen werden Schalensteine genannt.
Schleifrillen finden sich auch oft an den Einfassungen von Brunnen und Zisternen als früherer Zeit. Besonders ausgeprägt an Einfassungen aus vergleichsweise weichem Gestein, wie z. B. Sandstein.
Sie entstanden durch Seile an den Eimern zum Schöpfen des Wassers durch Umlenkung an der Einfassung.

### Steinzeit
Vereinzelt treten die Rillen auf vorgeschichtlichen Denkmälern (Menhiren) auf. Die kahn- und löffelförmigen entstanden möglicherweise durch das Schleifen von Steinäxten. Bisher gibt es jedoch keine Belege dafür, dass Steinzeitmenschen die Rillen erzeugt haben. Bisweilen treten sie vergesellschaftet mit sogenannten Näpfchen auf, etwa vier bis sechs cm großen, flachen, kreisartigen Gebilden.

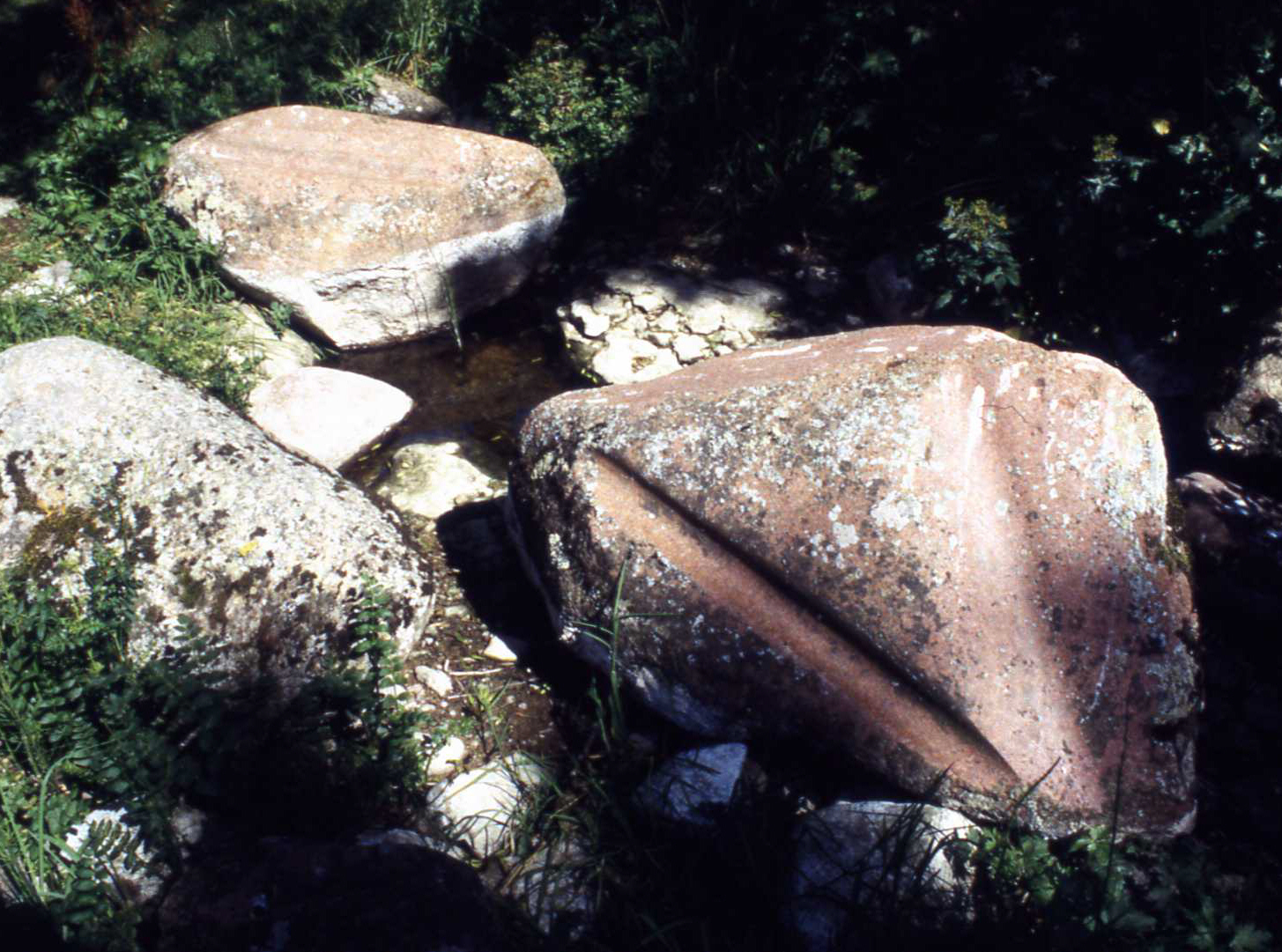
Bro, Opferquelle, Gotland
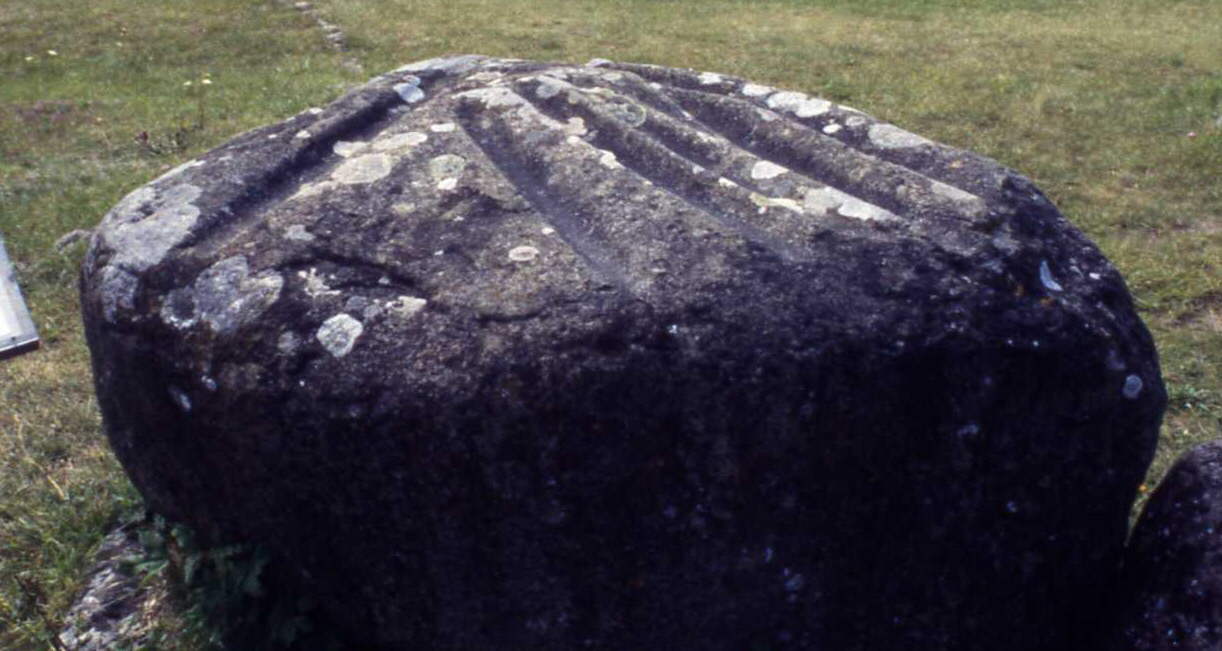
Bunge, Museum
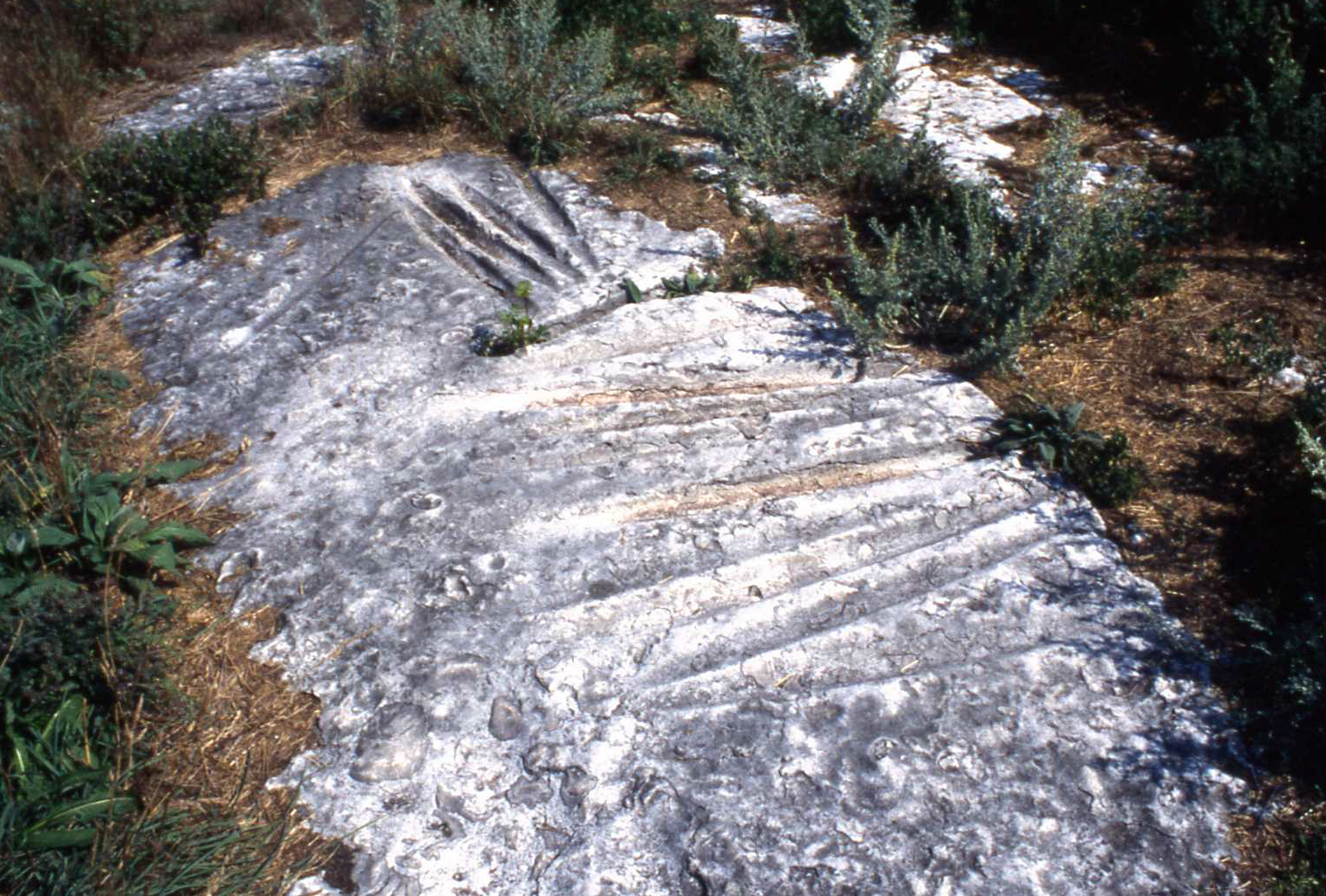
Hajdeby
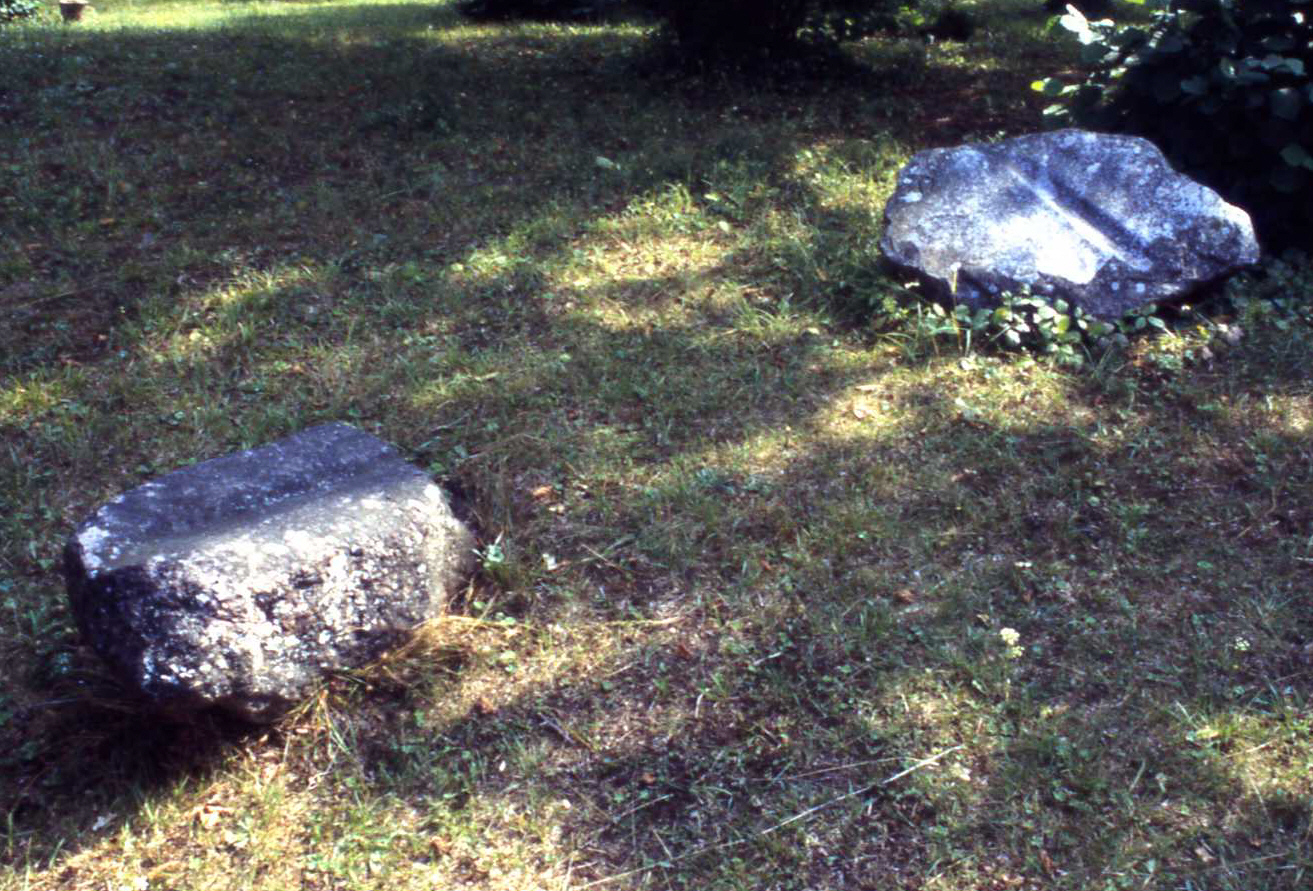
Stenkyrka
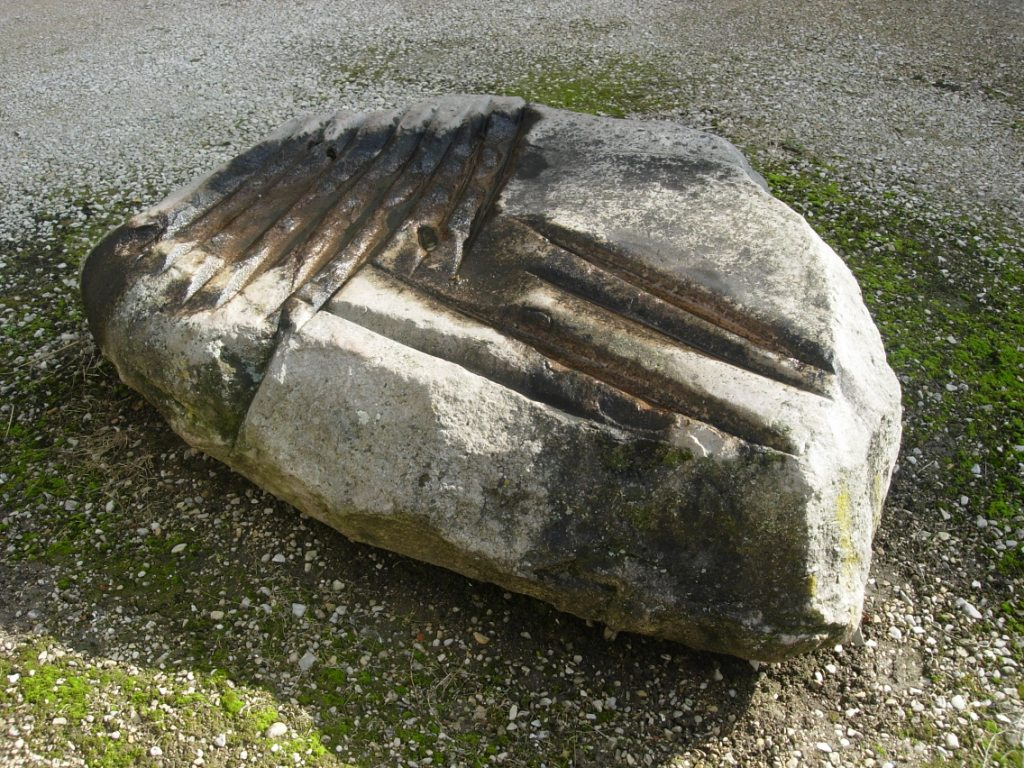
Polissoir d’Ossey-les-Trois-Maisons

### Eisenzeit

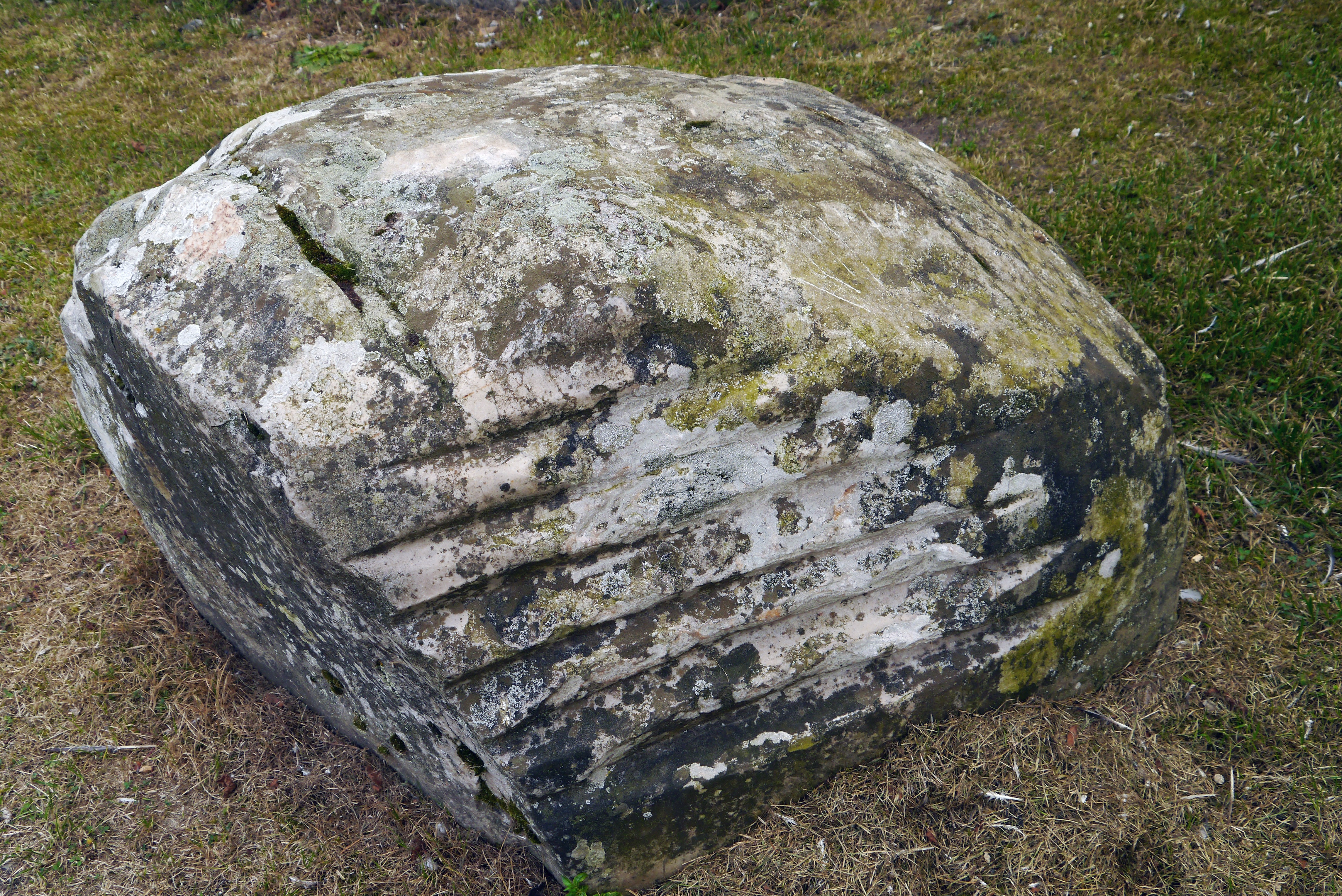
Wetzrillen (franz. Polissoir) von Buno-Bonnevaux Frankreich

Wenige Zentimeter große, meist hutförmige Steine mit einer glatten Fläche, die gelegentlich mit umlaufenden, eingeschliffenen Rillen versehen sind, kommen vereinzelt als Grabbeigaben auf eisenzeitlichen Urnenfriedhöfen in Niedersachsen und Westfalen vor. Häufiger sind sie an Hase und Hunte in Niedersachsen. Sie wurden zunächst als Glatt- oder Schleifsteine gedeutet. Neuerdings hält man sie, mit Blick die auf die monumentalen Rillensteine, die sich im nördlichen Niedersachsen und in Ostfriesland finden, eine kultische Bedeutung für möglich. Über ihre Zeitstellung lässt sich sagen, dass sie in Westfalen mehrfach mit Rasiermessern der Eisenzeit vergesellschaftet gefunden worden sind.

### Ägypten

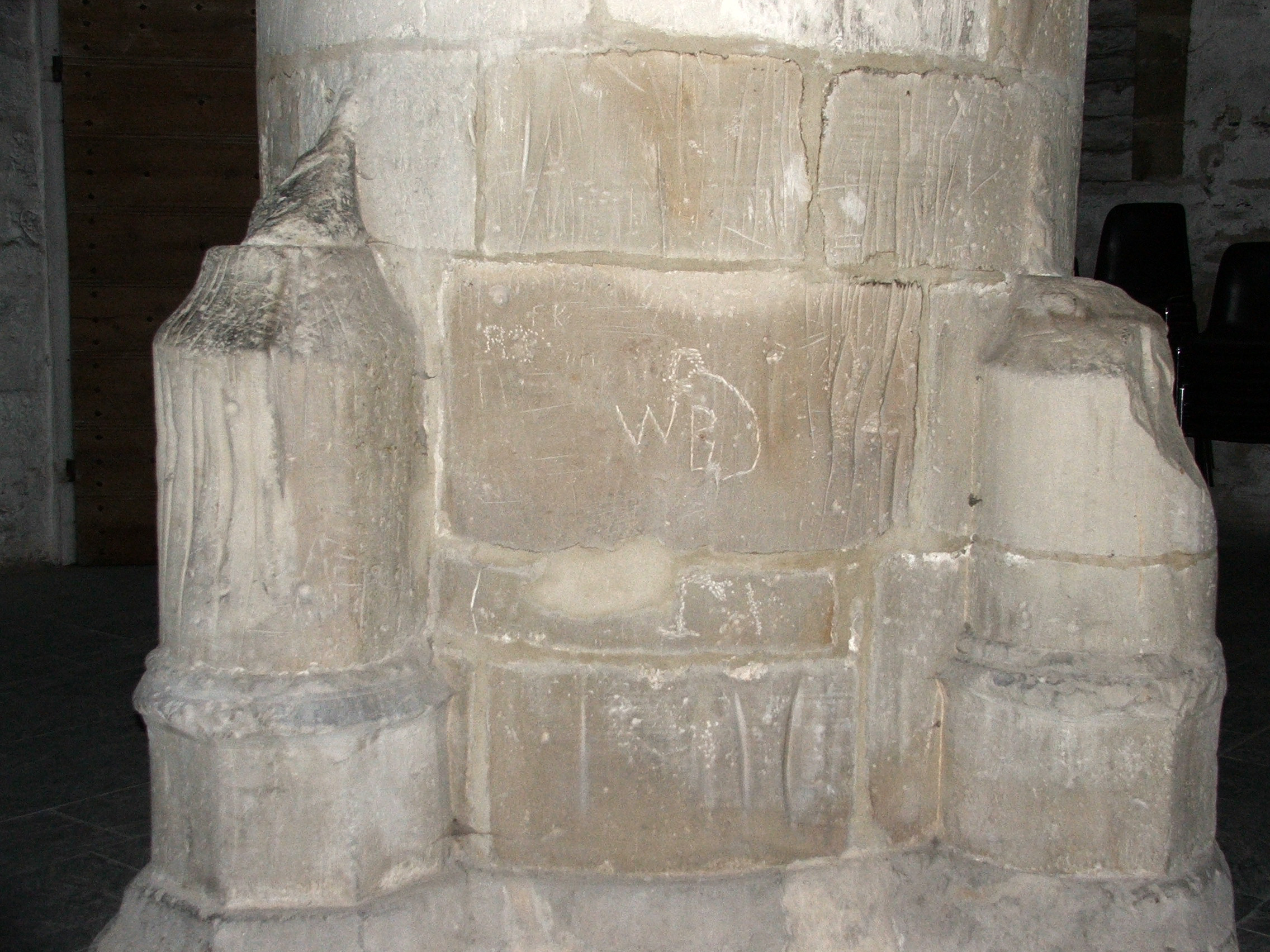
Wetzrillen in der Propsteikirche Brilon

In Ägypten gibt es derartige Rillen z. B. an den Tempeln in Edfu, Luxor, Karnak und Assuan. Die Übereinstimmung der Typen und Formen und ihre Lage (sie sind fast ausschließlich senkrecht angeordnet) in Bezug auf die Gebäude sind in Ägypten, Deutschland und Österreich vergleichbar. Die Gemeinsamkeiten zwischen europäischen und ägyptischen Schleifrillen lassen vermuten, dass die Anbringung auf die gleiche oder eine ähnliche Intention zurückzuführen ist.

### Mittelalter
Die jüngeren Rillen findet man im europäischen Bereich an mittelalterlichen Friedhofsmauern, Kirchen, (Old Lady Kirk auf Sanday) Kreuzen oder Rechtsaltertümern (Gerichtsgebäude, Grenzstein, Pranger) zumeist im Außenbereich und in Bodennähe.

## Erklärungen
Funktion und Geschichte der Wetzrillen sind bisher wissenschaftlich nicht abschließend geklärt. Das Phänomen ist für die Zeitspanne von der Steinzeit bis ins 19. Jahrhundert überliefert. 
Zahlreiche Erklärungen zur Entstehung der Rillen und Näpfchen wurden bisher vorgebracht, etwa abergläubische Vorstellungen, das Wetzen und Schärfen von Waffen und Werkzeugen, oder die Gewinnung von Steinpulver zu abergläubischen oder volksmedizinischen Zwecken.
Es gibt aber auch eine profane Erklärung:
Im Mittelalter bis ins 19. Jahrhundert vor der Einführung der Zündhölzer wurde mit Feuerstahl Feuer gemacht. Am Sandstein der Kirchen schlug man damit Funken, die zusammen mit Zunder entflammt wurden. So entzündeten die Kirchgänger ihre Laternen für den Heimweg.

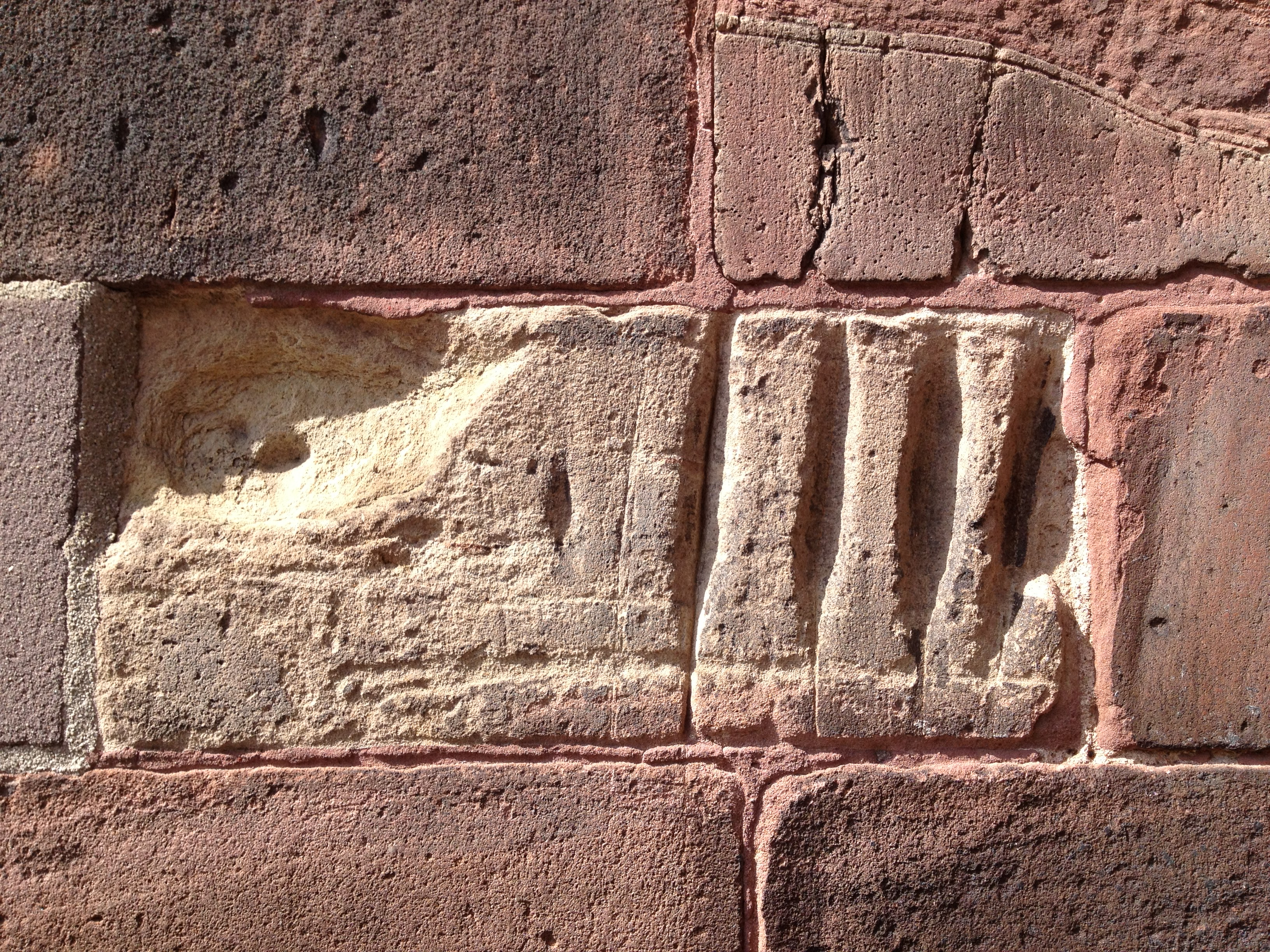
Wetzrillen am Freiburger Münster

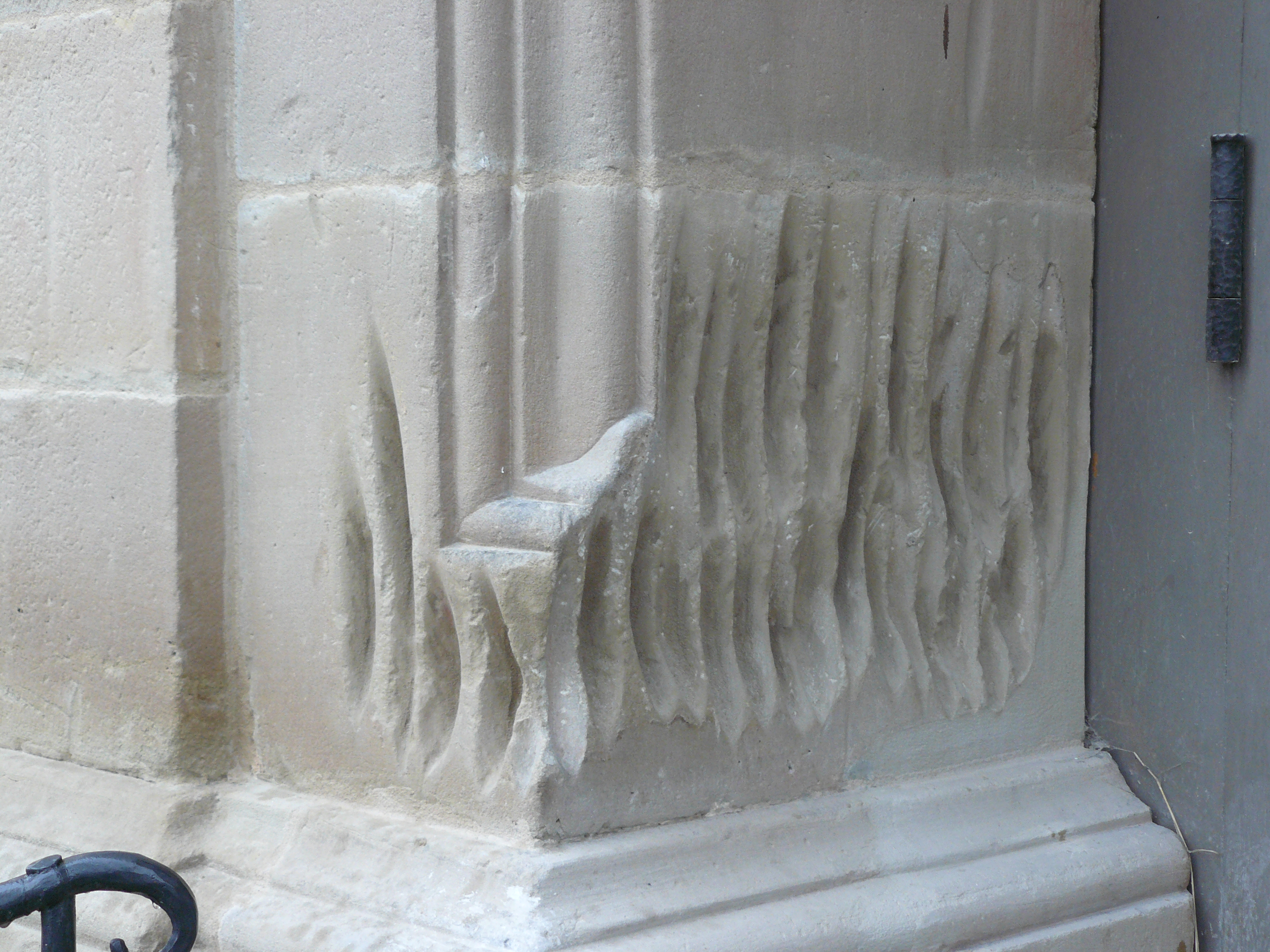
Wetzrillen an der Kirche St. Michael in Weidenberg (Oberfranken)

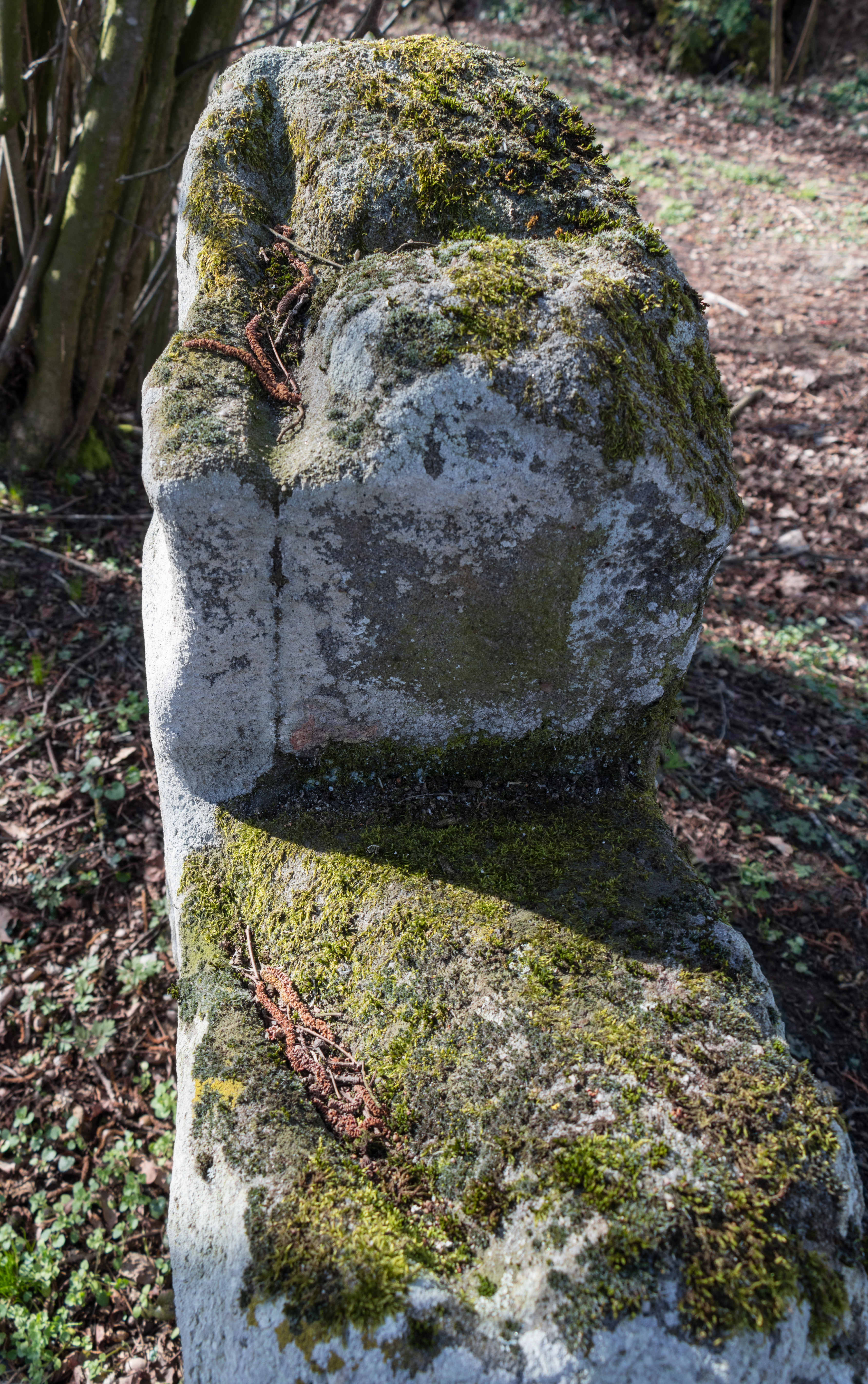
Wetzrillen an einem mittelalterlichen Sühnekreuz

## Beispiele
- Deutschland
  - Marienkirche (Anklam)
  - Burgruine Blumenstein in Schönau (Pfalz)
  - St.-Aegidius-Kirche in Berne
  - Marienkirche in Büdingen
  - Rillenstein von Daudieck (Landkreis Stade)
  - Friedhofsmauer in Dudweiler
  - Kirche in Frankweiler
  - Freiburger Münster
  - St. Martin (Großbundenbach)
  - St. Vincentius (Haselünne)
  - Eingangsportal der Stadtpfarrkirche Mariä Himmelfahrt in Landsberg am Lech
  - Sankt-Nikolai-Kirche (Luckau), Chorportal
  - Rillenstein von Marxen (Landkreis Lüneburg)
  - St.-Michaels-Kirche in Weidenberg
  - St.-Blasii-Kirche in Quedlinburg, dort auch umfangreiches Vorkommen von Näpfchen
  - St.-Stephanus-Kirche Schortens (Friesland)
  - Rillenstein von Stedesdorf (Landkreis Wittmund)
  - St. Marien und Willebrord und Dorfkirche Melkow (Altmark)
  - St. Nikolai (Jüterbog)
  - St.-Marien-Kirche (Parchim)
  - St. Georgen (Parchim)
  - Münsterkirche St. Alexandri (Einbeck)

- Frankreich
  - Liste der denkmalgeschützten Steine mit Wetzrillen in Frankreich (jungsteinzeitlich)
  - Polissoir d’Haspelschiedt
  - St. Martin in Pfaffenheim
  - St. Peter und Paul in Rosheim

- Gotland (Schweden)
  - Sliprännor für eine auf Gotland vorkommende Form
  - Bro (Gotland) an einer Quelle
  - Bunge (Gotland), Museum
  - Hajdeby (Gotland) auf Aufschluss
  - Norrlanda Fornstuga (Gotland), Museum
  - Stenkyrka (Gotland) auf Monolithen
  - Visne (Gotland) am Bachufer

- Luxemburg
  - Consdorf, auf Felsformationen

- Orkney
  - die „Devil’s Clawmarks“, an der Old Lady Kirk auf Sanday

- Schweden
  - Schleifrillen von Gantofta
  - Schleifrillen von Foteviken

- Tschechien
  - romanische Außenpfeiler der Pfarrkirche St. Jakob in Přelouč in Ostböhmen – der dortige Wetzrillenbestand ist sehr umfangreich, außerdem dort sehr umfangreiche Felder von näpfchenförmigen Einkerbungen.